# مقاطعة هامبتون (كارولينا الجنوبية)
مقاطعة هامبتون هي مقاطعة في كارولينا الجنوبية، تتبع كارولاينا الجنوبية، التي يبلغ عدد سكانها 21٬090  نسمة، في 2010، عاصمتها هامبتون، تبلغ مساحتها 1٬457 كيلومتر مربع.

## الموقع
تشترك في الحدود مع:
- مقاطعة بامبرغ (كارولينا الجنوبية)
- مقاطعة جاسبر (كارولينا الجنوبية)
- مقاطعة إفينغهام.

## التقسيمات الإدارية
- هامبتون.